# پنیر نخل

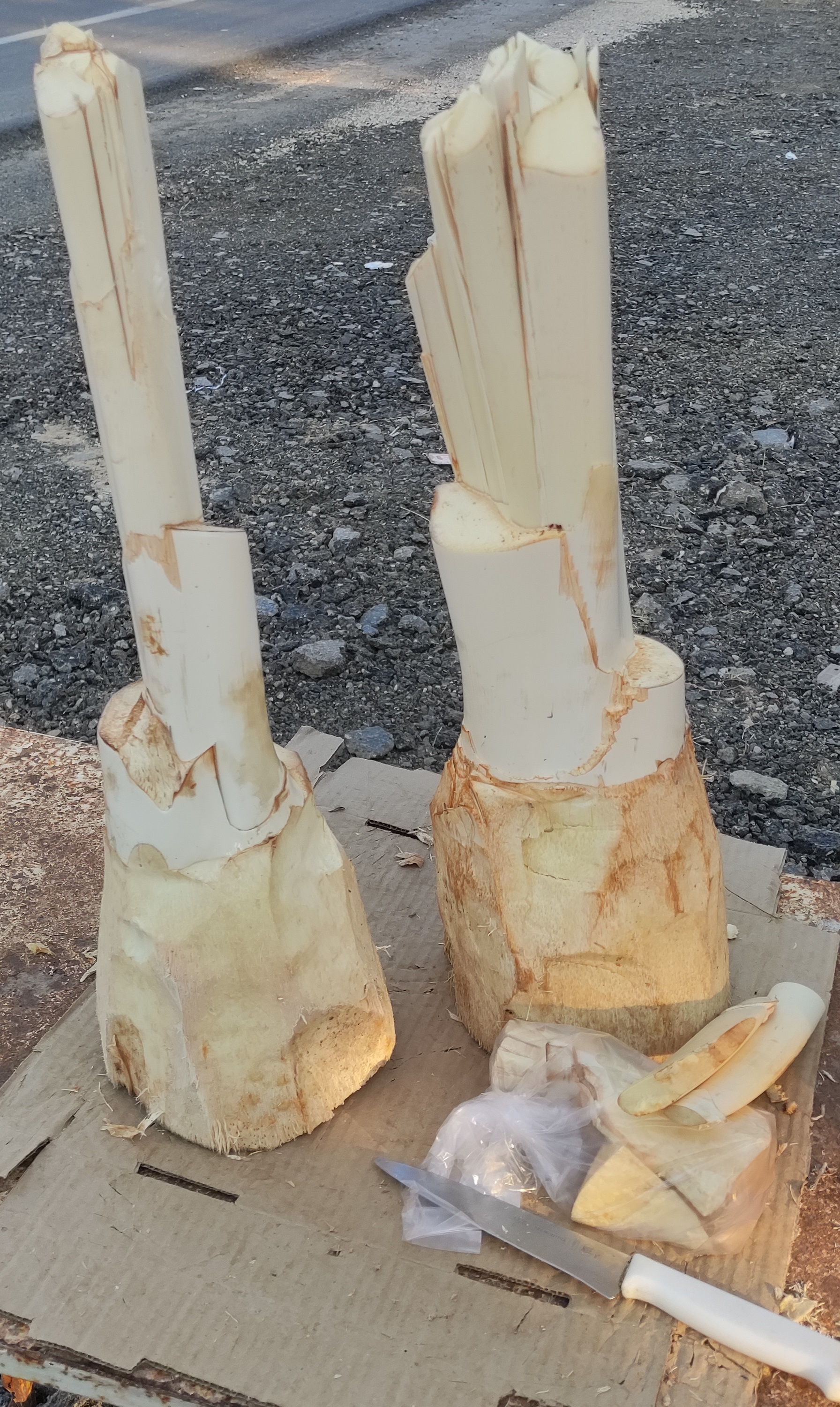
پنیر نخل در آب‌پخش

پنیر نخل یا خَپ یا پیزْگ به مادهٔ ترد، سفیدرنگ، خوردنی و شیرین بخش میانی سر یا تاج درخت خرما گفته می‌شود. پنیر نخل در جهرم «کچ»، در قیر و کارزین «بوکوم»، در بلوچستان «کوش» یا «کیش»، در هرمزگان «کور»، در بوشهر «غاپ»، در لارستان «خَپ»، در لامرد «خاف»، در گراش «پیزگ»، در زرین‌دشت «پیل»، و در خوزستان «یمر»، «یمار» یا «جمار» نامیده می‌شود. برای دستیابی به آن معمولاً سر درخت را می‌اندازند و برگ‌ها و لیف‌های دور برگ‌ها را تا رسیدن به میانه و پنیر نخل، جدا می‌کنند. پنیر نخل در واقع مادهٔ اولیه تشکیل تنه و برگ‌های نخل پیش از مرحلهٔ چوبی‌شدن است.